# Ramche (Myagdi)
Pour les articles homonymes, voir Ramche.
Ramche (en népalais : अर्मन) est un comité de développement villageois du Népal situé dans le district de Myagdi. Au recensement de 2011, il comptait 1 600 habitants.